# Vert paradis (film)
Pour les articles homonymes, voir Vert paradis et Les Cadets de Gascogne.
Pour plus de détails, voir Fiche technique et Distribution.
Vert paradis est un film français réalisé par Emmanuel Bourdieu, sorti en 2003. 
Il a été commandé par Arte, qui l'a diffusé sous un titre et un montage différents, Les Cadets de Gascogne.

## Synopsis
Lucas est un jeune sociologue, qui revient dans son village d'origine du Béarn pour réaliser une étude sur le célibat paysan. Il retrouve alors, lors d'un bal, deux amis d'enfance. Alors qu'Isabelle habite Paris et s'est mariée, Simon est resté au village pour exploiter avec sa mère la ferme familiale. Pourtant ils s'aiment toujours, et Lucas décide de les rapprocher à nouveau, sans s'apercevoir que c'est de lui qu'Isabelle tombe amoureuse.

## Fiche technique
- Titre : Vert paradis
- Réalisation : Emmanuel Bourdieu
- Scénario : Emmanuel Bourdieu, Denis Podalydès et Marcia Romano
- Photographie : Yorick Le Saux
- Musique : Grégoire Hetzel
- Montage : Rose-Marie Lausson
- Production : Gilles-Marie Tiné
- Format : Stéréo, Super 16
- Durée : 98 minutes
- Date de sortie : 2003

## Distribution
- Natacha Régnier : Isabelle Larrieu
- Denis Podalydès : Lucas Duhaut
- Clovis Cornillac : Simon Tuscat
- Emmanuelle Riva : Mère de Lucas
- Nicolas Silberg : Henri Larrieu
- Scali Delpeyrat : Louis Cazenave
- Caroline Proust : Sophie
- Catherine Salviat : la mère de Simon
- Philippe Morier-Genoud : le professeur Mortier
- Éric Elmosnino : Serge
- Philippe Vendan-Borin : Eloi
- Barbara Carlotti : la chanteuse au bal du village

## Autour du film
- Le titre se réfère au « vert paradis des amours enfantines » du poème Moesta et errabunda de Charles Baudelaire, paru dans Spleen et idéal.
- Pour le contexte du film, Emmanuel Bourdieu s'est inspiré de son père, le sociologue Pierre Bourdieu, qui avait publié un article dans les années 1960 La Fête des célibataires (repris dans Le Bal des célibataires. Crise de la société paysanne en Béarn paru en 2002). Le titre du téléfilm renvoie quant à lui au tragique amour du héros gascon d'Edmond Rostand, Cyrano de Bergerac.

## Distinctions
- Prix de la critique cinématographique au Festival Cinéma Tout écran de Genève 2003 (version TV)

## Source
- Dossier de presse Les Cadets de Gascognes, 2003.
- Fiche sur Artepro.com